# Ceropegia nilotica
Ceropegia nilotica là một loài thực vật có hoa trong họ La bố ma. Loài này được Kotschy mô tả khoa học đầu tiên năm 1865.